# Dermatodes
Dermatodes är ett släkte av skalbaggar. Dermatodes ingår i familjen vivlar.

## Dottertaxa tillDermatodes, i alfabetisk ordning[1]
- Dermatodes aeruginosus
- Dermatodes albarius
- Dermatodes aptus
- Dermatodes auratus
- Dermatodes australis
- Dermatodes caesicollis
- Dermatodes camphorae
- Dermatodes chrysochlorus
- Dermatodes cinchonae
- Dermatodes circulus
- Dermatodes collaris
- Dermatodes costatus
- Dermatodes dajacus
- Dermatodes designatus
- Dermatodes elevatus
- Dermatodes fasciatus
- Dermatodes glaucopustulatus
- Dermatodes granulatus
- Dermatodes grisescens
- Dermatodes humerosus
- Dermatodes ineptus
- Dermatodes lithocollus
- Dermatodes marmoreus
- Dermatodes minutus
- Dermatodes mirandus
- Dermatodes monilis
- Dermatodes nodosus
- Dermatodes ornatus
- Dermatodes paganus
- Dermatodes perlatus
- Dermatodes pulcher
- Dermatodes ritsemai
- Dermatodes roseipes
- Dermatodes scutellatus
- Dermatodes simplex
- Dermatodes subfasciatus
- Dermatodes succinctus
- Dermatodes sumatranus
- Dermatodes truncatirostris
- Dermatodes tuberculatus
- Dermatodes turritus
- Dermatodes venustus
- Dermatodes vermiculatus
- Dermatodes viridescens
- Dermatodes viridisparsus
- Dermatodes viriditinctus